# Festival de cinéma européen des Arcs 2022
Le Festival de cinéma européen des Arcs 2022, 14e édition du festival, se déroule du 10 au 17 décembre 2022.

## Déroulement et faits marquants
Cette 14e édition du festival propose cent films à son programme.
Le palmarès est dévoilé le 16 décembre 2022 : la Flèche de Cristal est décernée au film Vera de Tizza Covi et Rainer Frimmel. Le Grand prix du jury est décerné à L'Homme le plus heureux du monde de Teona Strugar Mitevska,.

## Jury

### Longs métrages
- Roschdy Zem (président du jury) : acteur
- Jeanne Balibar : actrice
- Fanny Herrero : scénariste
- Filippo Meneghetti : réalisateur
- Nadia Tereszkiewicz : actrice

### Courts métrages
- Léa Mysius (présidente du jury) : réalisatrice
- Shirine Boutella : actrice
- Céleste Brunnquell : scénariste
- Jacques Kermabon : rédacteur en chef de la revue du film d'animation Blink Blank

## Sélection

### En compétition
- Eismayer de David Wagner  Autriche
- Pink Moon de Floor van der Meulen  Pays-Bas
- Un petit frère de Léonor Serraille  France
- Ghost Night (Notte fantasma) de Fulvio Risuleo  Italie
- Saules aveugles, femme endormie de Pierre Földes  France  Canada  Luxembourg  Pays-Bas
- Vera de Tizza Covi et Rainer Frimmel  Autriche
- L'Homme le plus heureux du monde de Teona Strugar Mitevska  Macédoine du Nord
- Skin Deep (Aus meiner Haut) de Alex Schaad  Allemagne

### Avant-premières
- À mon seul désir de Lucie Borleteau  France
- En plein feu de Quentin Reynaud  France
- Les Cyclades de Marc Fitoussi  France
- Amore mio de Guillaume Gouix  France
- La Grande Magie de Noémie Lvovsky  France
- Tempête de Christian Duguay  France
- Arrête avec tes mensonges de Olivier Peyon  France
- La Syndicaliste de Jean-Paul Salomé  France
- Toi non plus tu n'as rien vu de Béatrice Pollet  France
- Divertimento de Marie-Castille Mention-Schaar  France
- Le Processus de paix de Ilan Klipper  France
- Youssef Salem a du succès de Baya Kasmi  France
- Les Cadors de Julien Guetta  France

### Playtime
- Empire of Light de Sam Mendes  Royaume-Uni  États-Unis
- Last Dance de Delphine Lehericey  Suisse  Belgique
- My Love Affair with Marriage de Signe Baumane  Lettonie  États-Unis  Luxembourg
- Into the Ice (Rejsen til isens indre) de Lars Ostenfeld  Danemark
- Les Banshees d'Inisherin (The Banshees of Inisherin) de Martin McDonagh  Irlande  Royaume-Uni  États-Unis
- Sick of Myself de Kristoffer Borgli  Norvège  Suède
- L'immensità de Emanuele Crialese  Italie
- Luxembourg, Luxembourg de Antonio Lukich  Ukraine
- The Ordinaries de Sophie Linnenbaum  Allemagne
- La Ligne de Ursula Meier  Suisse  France  Belgique

### Hauteur
- Blue Jean de Georgia Oakley  Royaume-Uni
- J'ai des rêves électriques (Tengo sueños eléctricos) de Valentina Maurel  Costa Rica
- Moja Vesna de Sara Kern  Slovénie  Australie
- Godland de Hlynur Pálmason  Danemark  Islande
- Serviam - I Will Serve (Serviam - Ich will dienen) de Ruth Mader  Autriche

### Focus Alpes
- Alpenland de Robert Schabus  Autriche
- La Montagne de Thomas Salvador  France
- Les Huit Montagnes de Charlotte Vandermeersch et Felix Van Groeningen  Italie  Belgique  France
- De grandes espérances de Sylvain Desclous  France
- La Vallée de Nuno Escudeiro  France  Italie
- Les Survivants de Guillaume Renusson  France
- Goodnight Mommy de Veronika Franz et Severin Fiala  Autriche
- Le Petit Homme de Sudabeh Mortezai  Autriche
- Houria de Mounia Meddour  France  Belgique  Algérie
- Le Ruban blanc de Michael Haneke  Autriche

### Oscar au Ski
- Alma Viva de Cristèle Alves Meira  Portugal
- Corsage de Marie Kreutzer  Autriche
- Klondike de Maryna Er Gorbach  Ukraine
- Beautiful Beings (Berdreymi) de Guðmundur Arnar Guðmundsson  Islande
- Girl picture (Tytöt tytöt tytöt) de Alli Haapasalo  Finlande
- Nos soleils (Alcarràs) de Carla Simón  Espagne  Italie
- January (Janvaris) de Viesturs Kairišs  Lettonie
- The Quiet Girl (An Cailín Ciúin) de Colm Bairéad  Irlande

## Palmarès
- Flèche de Cristal : Vera de Tizza Covi et Rainer Frimmel
- Grand Prix du Jury : L'Homme le plus heureux du monde de Teona Strugar Mitevska
- Prix du Public : Eismayer de David Wagner
- Prix d'Interprétation : Annabelle Lengronne pour Un petit frère, et Yothin Clavenzani pour Ghost Night
- Prix de la Meilleure musique originale : Pierre Földes pour Saules aveugles, femme endormie
- Prix de la Meilleure photographie : Hélène Louvart pour Un petit frère
- Prix du Jury Jeune : L'Homme le plus heureux du monde de Teona Strugar Mitevska
- Prix Cineuropa : Skin Deep (Aus meiner Haut) de Alex Schaad
- Prix du meilleur court métrage : Scale de Joseph Pierce